# ويليام غوردون لينوكس
ويليام غوردون لينوكس (بالإنجليزية: William Gordon Lennox)‏ هو طبيب أعصاب وعالم أعصاب أمريكي، ولد في 1884، وتوفي في 1960.